# 쿠네느주

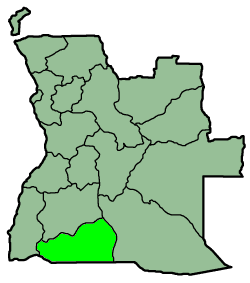
쿠네네주의 위치

쿠네느주(Cunene)는 앙골라의 주로, 쿠네네강 북쪽에 위치한다. 주도는 온지바이며 면적은 87,342 km2, 인구는 약 965,288명이다. 서쪽으로는 나미브주, 북쪽으로는 우일라주, 동쪽으로는 쿠안두쿠방구주와 인접해 있으며 남쪽으로는 나미비아와 국경을 맞대고 있다.

## 같이 보기
- 쿠네네주